# Північний департамент
Північний департамент Гаїті (фр. Le département du Nord, гаїт. креол. Nò) — один з 10 департаментів Гаїті.
Розташовується на півночі країни.
Площа становить 2115 км², населення 970 495 чоловік (за станом на 2009 рік). Адміністративний центр — місто Кап-Аїтьєн.

## Історія
В кінці XVIII століття територія нинішнього департаменту була найродючішою областю Французького Гаїті, тут були розташовані найбільші цукрові плантації, ця територія мала велике економічне значення. Район був оплотом багатих плантаторів, які прагнули більшої автономії для своєї території (особливо в економічному плані)
Тут починалася Гаїтянська революція. 22 серпня 1791 року почалося повстання рабів. Протягом 10 днів раби взяли під контроль всю північну територію. У найближчі 2 місяці повсталими рабами вбито 2000 білих і знищено 280 цукрових плантацій.
У 1804 році Гаїті було оголошено незалежною державою. Тут стався розкол країни в 1811 році, коли Анрі Крістоф оголосив північні території Королівством Гаїті і коронувався як король Генріх I. У 1820 році він покінчив життя самогубством. Незабаром після цього Жан-П'єр Бойє 26 жовтня 1820 році захопив Кап-Аїтьєн, що позначило об'єднання Гаїті в єдину країну.

## Округи та комуни
У департамент входить 7 округів та 19 комун:
- Акул-дю-Нор
  - Акул-дю-Нор (Acul-du-Nord)
  - Плен-дю-Нор (Plaine-du-Nord)
  - Міло (Milot)
- Борньє
  - Борньє (Borgne)
  - Пор-Марго (Port-Margot)
- Аїтьєн
  - Кап-Аїтьєн (Cap-Haïtien)
  - Лимонад (Limonade)
  - Картьє-Морен (Quartier-Morin)
- Гран-Рив'єр-дю-Нор
  - Гран-Рив'єр-дю-Нор (Grande-Rivière-du-Nord)
  - Бахон (Bahon)
- Лімбе
  - Лимбе (Limbé)
  - Бас-Лімбе (Bas-Limbé)
- Плесанс
  - Плесанс (Plaisance)
  - Пілат (Pilate)
- Сен-Рафаель
  - Сен-Рафаель (Saint-Raphaël)
  - Дондон (Dondon)
  - Ранкітт (Ranquitte)
  - Пиньйон (Pignon)
  - Віктуар (La Victoire)

| Гаїті | Це незавершена стаття з географії Гаїті. Ви можете допомогти проєкту, виправивши або дописавши її. |